# Союз ТМА-8

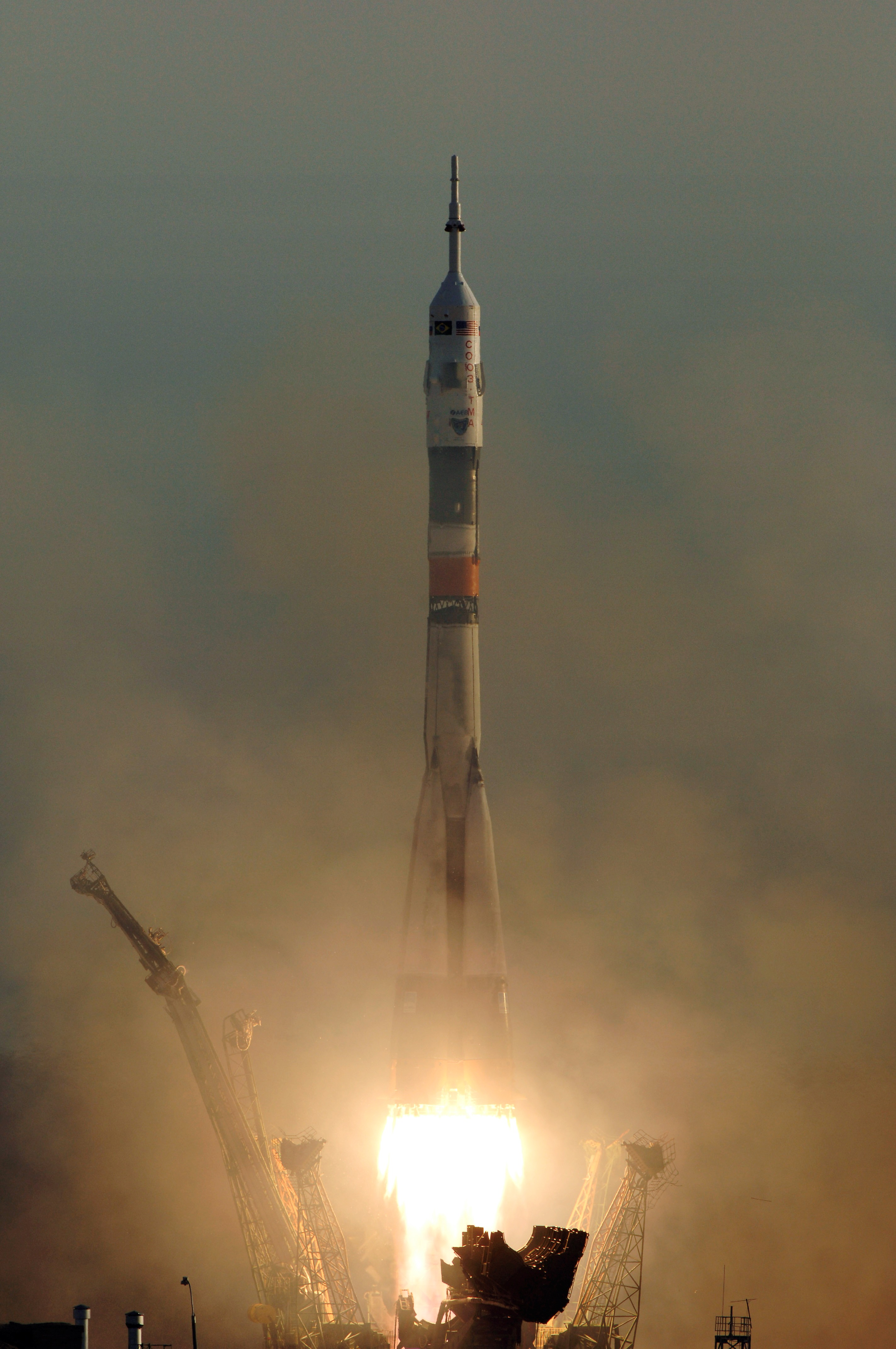
Запуск «Союза ТМА-8»

Союз ТМА-8 — пілотований космічний корабель серії «Союз ТМА». У ході польоту доставлено до Міжнародної космічної станції трьох космонавтів, серед яких двоє (Виноградов і Вільямс) увійшли до складу експедиції МКС-13.

## Екіпаж
Стартовий екіпаж:
- Командир корабля — Павло Виноградов  (2) (Росія)
- Бортінженер-1 — Джеффрі Вільямс  (2) (США)
- Бортінженер-2 — Маркус Понтес  (1) (Бразилія)